# Generale ispettore
Generale ispettore è un grado degli ufficiali generali dei vari Comandi Logistici dell'Aeronautica Militare dell'Aeronautica Militare Italiana.

## Descrizione
Il grado che ha una codifica NATO OF-7 è corrispettivo di generale di divisione aerea delle unità operative dell'Aeronautica Militare Italiana superiore al brigadier generale e subordinato al generale ispettore capo.
Nelle altre forze armate italiane il grado omologo al maggior generale delle armi e corpi logistici dell'Esercito Italiano e a quello di ammiraglio ispettore dei vari corpi tecnici e logistici della Marina Militare Italiana.

## Distintivo di grado
Il distintivo di grado di generale ispettore è uguale a quello del generale di divisione aerea ed è costituito da una losanga, un binario ed una greca.

## Regia Marina
Il grado di generale ispettore è stato istituito nella Regia Marina nel 1923 con il riordino dei gradi in seguito al regio decreto nº 2395 dell'11 novembre 1923, per i vertici dei corpi tecnici e logistici, e per il Corpo della Capitanerie di porto il grado di generale di porto ispettore; i gradi di maggior generale, tenente generale e di generale ispettore erano rispettivamente corrispondenti tra gli ufficiali di vascello ai gradi di contrammiraglio, contrammiraglio di divisione e Viceammiraglio di squadra. Nel 1924, con l'Ordinamento "Tahon di Revel", gli Ufficiali Macchinisti vennero staccati dallo Stato Maggiore costituendo il "Corpo degli Ufficiali per la Direzione di Macchine". . 
| Gradi degli ufficiali generali dei corpi tecnici e logistici dal 1923 al 1926 | Gradi degli ufficiali generali dei corpi tecnici e logistici dal 1923 al 1926 | Gradi degli ufficiali generali dei corpi tecnici e logistici dal 1923 al 1926 | Gradi degli ufficiali generali dei corpi tecnici e logistici dal 1923 al 1926 | Gradi degli ufficiali generali dei corpi tecnici e logistici dal 1923 al 1926 | Gradi degli ufficiali generali dei corpi tecnici e logistici dal 1923 al 1926 | Gradi degli ufficiali generali dei corpi tecnici e logistici dal 1923 al 1926 |
| Ufficiali del Corpo del Genio Navale                                          | Ufficiali macchinisti                                                         | Ufficiali del Corpo Sanitario                                                 | Ufficiali del Corpo del Commissariato                                         | Ufficiali del Corpo delle capitanerie di porto                                | Distintivo (sottopannatura rossa a titolo esemplificativo)                    |                                                                               |
| ----------------------------------------------------------------------------- | ----------------------------------------------------------------------------- | ----------------------------------------------------------------------------- | ----------------------------------------------------------------------------- | ----------------------------------------------------------------------------- | ----------------------------------------------------------------------------- | ----------------------------------------------------------------------------- |
| generale ispettore delle costruzioni navali                                   | generale ispettore macchinista                                                | generale ispettore medico                                                     | generale ispettore commissario                                                | generale di porto ispettore                                                   |                                                                               |                                                                               |
| tenente generale delle costruzioni navali                                     | tenente generale macchinista                                                  | tenente generale medico                                                       | tenente generale commissario                                                  | tenente generale di porto                                                     |                                                                               |                                                                               |
| maggiore generale delle costruzioni navali                                    | maggiore generale macchinista                                                 | maggiore generale medico                                                      | maggiore generale commissario                                                 | maggiore generale di porto                                                    |                                                                               |                                                                               |

Nel 1926 fu istituito il Corpo per le armi navali come corpo autonomo da quello degli ufficiali di stato maggiore, mentre il corpo degli Ufficiali per la Direzione di Macchine venne sciolto e, previa l'acquisizione della laurea in ingegneria navale e meccanica, fuso nel corpo del Genio Navale, che veniva pertanto ad accentrare, le funzioni di progettazione e di condotta degli apparati motori e ausiliari a bordo delle navi. Tale ordinamento, con le opportune e necessarie varianti che hanno tenuto conto dei cambi organizzativi della Marina, è tuttora in vigore e fissa, all'art. 27, i compiti assegnati al Corpo.
Con il riordino dei gradi del 1926, i gradi di maggior generale, tenente generale e di generale ispettore dei corpi tecnici e logistici erano rispettivamente corrispondenti tra gli ufficiali di vascello ai gradi di contrammiraglio, ammiraglio di divisione e ammiraglio di squadra.
| Gradi degli ufficiali generali dei corpi tecnici e logistici dal 1926 al 1946 | Gradi degli ufficiali generali dei corpi tecnici e logistici dal 1926 al 1946 | Gradi degli ufficiali generali dei corpi tecnici e logistici dal 1926 al 1946 | Gradi degli ufficiali generali dei corpi tecnici e logistici dal 1926 al 1946 | Gradi degli ufficiali generali dei corpi tecnici e logistici dal 1926 al 1946       | Gradi degli ufficiali generali dei corpi tecnici e logistici dal 1926 al 1946 | Gradi degli ufficiali generali dei corpi tecnici e logistici dal 1926 al 1946 |
| Ufficiali del Corpo del Genio Navale                                          | Ufficiali del Corpo per le Armi Navali (poi delle Armi Navali)                | Ufficiali del Corpo Sanitario                                                 | Ufficiali del Corpo del Commissariato                                         | Ufficiali del Corpo delle capitanerie di porto                                      | Distintivo dal 1926 al 1938                                                   | Distintivo dal 1938 al 1946                                                   |
| Ufficiali del Corpo del Genio Navale                                          | Ufficiali del Corpo per le Armi Navali (poi delle Armi Navali)                | Ufficiali del Corpo Sanitario                                                 | Ufficiali del Corpo del Commissariato                                         | Ufficiali del Corpo delle capitanerie di porto                                      | (sottopannatura rossa a titolo esemplificativo)                               | (sottopannatura rossa a titolo esemplificativo)                               |
| ----------------------------------------------------------------------------- | ----------------------------------------------------------------------------- | ----------------------------------------------------------------------------- | ----------------------------------------------------------------------------- | ----------------------------------------------------------------------------------- | ----------------------------------------------------------------------------- | ----------------------------------------------------------------------------- |
| generale ispettore                                                            | generale ispettore                                                            | generale ispettore medico                                                     | generale ispettore commissario                                                | generale di porto ispettore (fino al 1938) ammiraglio di squadra (dal 1938 al 1946) |                                                                               |                                                                               |
| tenente generale                                                              | tenente generale                                                              | tenente generale medico                                                       | tenente generale commissario                                                  | tenente generale di porto                                                           |                                                                               |                                                                               |
| maggiore generale                                                             | maggiore generale                                                             | maggiore generale medico                                                      | maggiore generale commissario                                                 | maggiore generale di porto                                                          |                                                                               |                                                                               |

Nel 1938 venne esteso a tutti i Corpi della Regia Marina il giro di bitta che era stato introdotto con il regio decreto del 21 aprile 1878, per distinguere i soli ufficiali di vascello (o di stato maggiore) da quelli degli altri corpi.
In seguito ad una della norme del decreto 11 novembre 1938 al vertice del Corpo della Capitanerie di porto venne posto un ammiraglio di squadra appartenente al Corpo di stato maggiore della Regia Marina; tale situazione perdurò fino al gennaio 1946 quando al vertice del corpo tornò un tenente generale di porto proveniente dal Corpo delle Capitanerie.

## Marina Militare
Il grado di generale ispettore è rimasto in vigore dopo la proclamazione della Repubblica, nella Marina Militare, per i corpi tecnici e logistici ed era riservato all'ufficiale al comando di tali corpi fino al 1973, quando il grado di generale ispettore venne sostituito con quello di ammiraglio ispettore capo, mentre i gradi di tenente generale e maggior generale vennero ridenominati rispettivamente ammiraglio ispettore e contrammiraglio.